# 研究社印刷
研究社印刷株式会社（けんきゅうしゃいんさつ）は、研究社の印刷部門が分離独立し設立された印刷会社。欧文・和欧混植の書籍、特に辞書の組版、印刷を得意とする。
基本的に研究社、研究社出版からの受注が中心であるが、郁文堂など他社からの受注もある。
2022年3月31日をもって廃業することが発表された。

## 略歴
- 1907年（明治40年）- 小酒井五一郎が英語研究社を設立。
- 1916年（大正5年） - 社名を「研究社」と改称。
- 1919年（大正8年） - 研究社の印刷所として、九段中坂（現在の千代田区九段）に組版工場を設立。
- 1920年（大正9年） - 牛込区神楽坂（現在の新宿区）に印刷工場を新設。
- 1924年（大正13年） - 改築の為、一時、飯田町（現在の千代田区飯田橋）に移転。
- 1927年（昭和2年） - 神楽坂印刷工場が完成。
- 1939年（昭和14年） - 吉祥寺印刷工場を設立。
- 1947年（昭和22年） - 富士整版工場を設立。
- 1951年（昭和26年） - 研究社印刷株式会社として研究社から分離独立。
- 1984年（昭和59年） - 吉祥寺工場、富士整版工場を統合し、新座市野火止に完成した新社屋へ移転。